# Rudi Kross
Rudi Frank Kross (Paramaribo, 21 oktober 1938 — Utrecht, 28 oktober 2002) was een Surinaams journalist en schrijver. 
Kross werkte afwisselend periodes in Suriname en Nederland bij diverse media: De Ware Tijd, De Vrije Stem, Algemeen Handelsblad, de Surinaamse Staatsradio (SRS), VPRO-radio. Ook was hij werkzaam bij de Voedsel- en Landbouworganisatie in Rome. Rond 1970 was hij in Suriname actief als vakbondsman. Hij werkte als scenarioschrijver mee aan de films Wan Pipel (1976) en Odyssée d'Amour (1987) van Pim de la Parra.
Kross was een scherpzinnig scribent en kreeg in Suriname enkele malen een spreekverbod opgelegd. Haarscherp is zijn analyse van een persconferentie van J. Lachmon in Rebel op de valreep (1972). Hij behoorde begin jaren 60 tot de groep rond het tijdschrift Mamjo in Nederland, waarin hij de degens kruiste met John Leefmans. Hij schreef gedichten en liederen in Njoen moesoedé [Nieuw ochtendgloren] (1970) samen met Jozef Slagveer. In 1971 begonnen Slagveer en Kross een persbureau, Informa geheten, dat een dagelijks bulletin en een weekblad (Actueel) uitgaf.
De essays van Kross zijn in virtuoos barokke stijl geschreven. Het grootste is Anders maakt het leven je dood; de dreigende verdwijning van de staat Suriname (1987), een politiek-historische en economische analyse van zijn geboorteland. Kross beschouwde de Surinaamse vakbondsvoorzitter Cyrill Daal en journalist Jozef Slagveer, die beiden waren omgekomen bij de Decembermoorden van 1982, als de postume mede-auteurs. Kort proza verscheen in de bloemlezingen Sirito (1993) en Mama Sranan (1999).
In zijn laatste periode was Kross werkzaam als docent aan de Hogeschool van Utrecht en aan de School voor Journalistiek.

## Over Rudi Kross
- Michiel van Kempen, Een geschiedenis van de Surinaamse literatuur. Breda: De Geus, 2003, deel II, pp. 683, 885-889, 893-894, 917-918, 934-935.